# 30596 Amdeans
30596 Amdeans è un asteroide della fascia principale. Scoperto nel 2001, presenta un'orbita caratterizzata da un semiasse maggiore pari a 2,2144665 UA e da un'eccentricità di 0,1938968, inclinata di 3,50884° rispetto all'eclittica.